# Miguel Ríos en directo: conciertos de rock y amor
Miguel Ríos en directo: Conciertos de Rock y amor es el cuarto álbum en la carrera del roquero español Miguel Ríos. Publicado en 1972 fue uno de los primeros discos grabados en directo en España donde como dato curioso la banda cuenta con el músico colombiano Álvaro Serrano Calderón integrante de Los Pekenikes.

## Lista de canciones
1. "Hound dog" - 4:17
2. "Tutti frutti" - 1:22
3. "Rock de la cárcel" - 3:57
4. "Popotitos" - 3:04
5. "What'd I say" - 5:12
6. "Land of thousand dances" - 6:30
7. "Abraham, Martin & John" - 4:21
8. "Cantares" - 4:20
9. "Sabor" - 5:01
10. "Yo sólo soy un hombre" - 3:32
11. "Vuelvo a Granada" - 3:42

- Datos: Q6015089